# Trochalus heterosternus
Trochalus heterosternus är en skalbaggsart som beskrevs av Moser 1917. Trochalus heterosternus ingår i släktet Trochalus och familjen Melolonthidae. Inga underarter finns listade i Catalogue of Life.